# Praha-Hlubočepy zastávka (horní)
Praha-Hlubočepy zastávka byla v letech 1928–1989 železniční zastávka na trati 122 do Rudné u Prahy. Nacházela se na horním přejezdu ulice Slivenecká jihozápadně od centra Hlubočep.

## Historie
Železniční zastávka v horní části Hlubočep na trati směrem do Jinonic a Zličína byla v provozu v letech 1928–1989. Poté ji nahradila výhybna na Žvahově.
V plánu je obnova této zastávky, je zakreslena v návrhu Metropolitního plánu zveřejněném v dubnu 2018.